# Вольт (персонаж)
Вольт (англ. Bolt) — собака породы белая швейцарская овчарка, главный персонаж одноимённого американского полнометражного анимационного фильма 2008 года, производства студии Walt Disney Animation Studios. Образ и характер Вольта был создан ведущим творческим директором студий Pixar и Walt Disney Джоном Лассетером, режиссёрами Крисом Уильямсом и Байроном Ховардом, а также Джо Мошье — ведущим дизайнером персонажей фильма «Вольт».
Вольт — довольно неоднозначная личность. С одной стороны — он суперпёс, обладающий сверхспособностями, легко расправляющийся с организованной преступностью. С другой — обычная собака, но, тем не менее, преданный друг, готовый прийти на помощь, рискуя собственной жизнью.

## Краткая биография

Вольт в детстве

О том, где родился Вольт, и кто его родители, неизвестно. Согласно встречающимся в фильме событиям, плакатам, обложкам журналов и общей хронологии повествования, он родился примерно в январе 2003 года. История начинается с того, что маленькая девочка по имени Пенни забрала из приюта для бездомных животных «Серебряное Озеро» (англ. Silver Lake Animal Rescue) маленького белого щенка возрастом около восьми недель (соответственно пропорциям тела и повадкам), который ей сразу же очень понравился. Пенни дала ему имя Вольт.
Через некоторое время Пенни и Вольт стали принимать участие в вечернем телесериале производства компании «Sovereign Entertainment», названным также «Вольт». По сюжету, отец Пенни — учёный, за изысканиями и разработками которого охотится преступный мир. Для защиты своей дочери он наделил пса сверхспособностями, которых нет ни у людей, ни у животных. Оберегая свою хозяйку от злодеев, Вольт применял свои способности бегать быстрее ракет, прыгать на огромные расстояния, суперсилу чтобы гнуть стальные решетки, ломать стены ударом лба и поднятие супертяжелых предметов, например, автомобилей и высоту, а также своё главное оружие — ультразвуковой супергавк, способный разрушать укреплённые сооружения и бронетехнику.
Так как Вольт попал на съёмочную площадку ещё в раннем детстве, он не догадывался, что все его сверхспособности — лишь достижения в создании спецэффектов современного кинематографа. Хитрые работники киноиндустрии, видя прекрасную неподдельную игру собаки, создали все условия, чтобы Вольт думал, что всё реально. Это очень беспокоило Пенни, которая любила его по-настоящему, а не только по сценарию, и хотела видеть Вольта настоящей собакой. Ей запрещали забирать питомца домой, чтобы не нарушать привычной схемы работы: Вольт — суперпёс, а его хозяйка в смертельной опасности.
Однажды, во время съёмок Вольт сбежал со съёмочной площадки, чтобы спасти Пенни, которую, по замыслу режиссёра, похитили злодеи. Пытаясь пробить реальное стекло реального здания, Вольт потерял сознание и упал в коробку, которую отправили как посылку, из Лос-Анджелеса в Нью-Йорк, не заметив в ней собаку.
Очнувшись в чужом городе и в реальной жизни Вольт, не понимая этого, посчитал, что в потере его сверхспособностей виновато вещество под названием пенопласт, которое было в его коробке. Несмотря на это, смелый и находчивый Вольт захватил в плен бездомную кошку Варежку, думая, что она союзник злодеев (как и все кошки в сюжете телесериала «Вольт»), и, с фанатом сериала — хомяком Рино, — отправился обратно в Лос-Анджелес.
По дороге домой, не без помощи взятой в плен Варежки, Вольт убедился в том, что он является обычной собакой и все его сверхспособности — выдумка. Несмотря на это, Вольт вместе с Рино совершил геройский поступок, освободив Варежку из приюта, в который она попала из-за него. Подружившись с Вольтом, кошка убедила его, что и обычной собакой быть очень здорово.
В это время в Лос-Анджелесе, после неудачных поисков Вольта, съёмки продолжили с другой похожей собакой. Несмотря на то, что дублёр был как две капли похож на Вольта, Пенни не смирилась с потерей своего питомца и продолжала скучать по нему. В один из моментов съёмок в павильоне случился пожар. Пенни оказалась отрезанной от выхода сильным огнём и горящими декорациями. Услышав крики о помощи, добравшийся до своего павильона с новыми друзьями Вольт, ворвался в горящее здание и, рискуя собственной жизнью, помог выбраться своей хозяйке наружу.
После этого случая Пенни перестала сниматься в телесериале, а вместе со своей матерью стала жить в маленьком городке сельского типа. С ними остались пёс Вольт, кошка Варежка и хомяк Рино.

## История создания персонажа
Основным автором идеи создания персонажа — собаки со съёмочной площадки, попавшей в условия жестокого реального мира, был режиссёр Крис Сандерс. По его сюжету, пёс по имени Генри — звезда телеэкрана — попал в пустыню в штате Невада и, с помощью друзей — кота и кролика, был вынужден добираться домой. Продюсеру проекта Джону Лассетеру идея понравилась, но ему хотелось, чтобы Сандерс изменил стиль мультфильма, имевшего рабочее название «Американский пёс» («American Dog») и персонажей, в соответствии с традициями компании «Уолт Дисней». Крис Сандерс не захотел этого делать и вообще покинул проект. Приглашённые на его место режиссёры Крис Уильямс и Байрон Ховард, совместно Лассетером, полностью изменили концепцию Генри, сделав акцент на отношениях преданного пса и его хозяйки. Теперь Генри стал швейцарской овчаркой, полностью белым, и получил имя Вольт (Bolt).

## Внешний вид

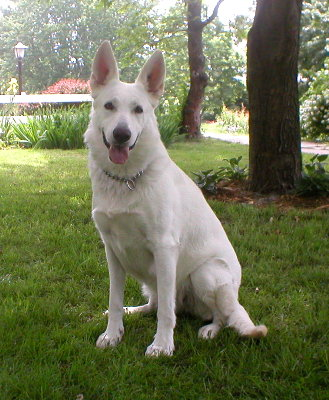
Американская (швейцарская) овчарка — прообраз Вольта

Для создания внешнего вида Вольта использовались образы разных пород собак, но за основу дизайнерами была взята американская белая овчарка. Джо Мошье (Joe Moshier) — ведущий дизайнер образов в фильме, привил определённую черту Вольту. Для подчёркивания выразительности персонажа, у него были длинные заострённые уши, как у американских белых овчарок и пушистый хвост.
Художники, занимавшиеся анимационным образом Вольта, специально посещали лекции, на которых подробно узнавали, как двигаются собаки и как ведут себя в определённых ситуациях. Иногда, во время работы, в студии находились несколько собак, за которыми наблюдали аниматоры, чтобы передать характер их действий при различных условиях. Для консультаций даже был приглашён профессор биологии доктор Стюарт Сумида (Stuart Sumida) из Калифорнийского Государственного университета в Сан-Бернардино.
Образ Вольта был представлен двумя разными компьютерными моделями — маленьким щенком в начале фильма, и пятилетним псом в последующих эпизодах. Несмотря на то, что основа персонажа была одинаковой, щенок имел изменённые пропорции и иной стиль движений, присущих собакам в раннем детстве.
Серьёзная работа была выполнена во время создания меха Вольта. Его цвет представлял собой сочетание белого и кремово-белого цветов с присутствующими редкими тёмными волосками. Несколько различных моделей меха пса необходимы были для изображения влияния окружающих ситуаций, в которые попадал Вольт. Изначально у него был белый мех с тёмной молнией на левом боку (Вольт полагал, что это знак его силы, но на самом деле — рисунок, сделанный через трафарет гримёрами студии «Sovereign Entertainment»). Далее, в условиях бродячего образа жизни, по пути с одного конца страны в другой, шерсть Вольта неоднократно изменялась. Она сминалась, запылялась. Нарисованная молния стала постепенно стираться. Однажды, когда главные герои попали под дождь, шерсть намокла, и стала темнее. Причём, неоднородно стекающие капли серьёзно изменили её вид, в сравнении с аккуратно причёсанной в начале фильма. Определённая сложность возникла при визуализации сочетания шерсти с ошейником. В некоторых местах по окружности мех должен был быть примят им, в некоторых находиться поверх. Причём, по мере выполнения Вольтом движений головой и шеей, ошейник постоянно смещался.

## Мимика

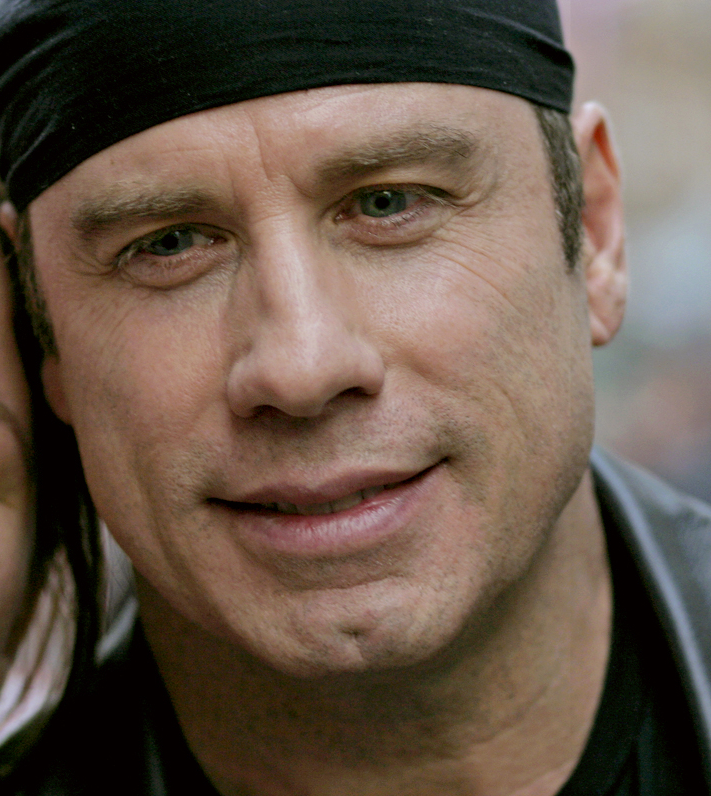
Джон Траволта

Сложность работы с мимикой Вольта заключалась в получении удачного сочетания мимических движений, схожих с человеческими, для отображения натуральных эмоций (что и заставило телевизионщиков в мультфильме сохранять неподдельность переживаний собаки-актёра), и мимики настоящей собаки: от крайнего раздражения до глубокого разочарования и грусти. Например: Вольт мог весело помахивать хвостом, как собака и, в то же время, улыбаться, как человек. В сцене, когда кошка Варежка учит Вольта, как «состроить мордочку», чтобы выпросить угощение у людей (о чём он раньше и понятия не имел), на лице пса проходит несколько типов эмоций с попеременным опусканием ушей. Эта сцена являлась одной из самых комичных в мультфильме. Серьёзная работа с мимикой и шерстью Вольта, и других персонажей, была одним из самых сложных моментов создания мультфильма, потребовавшего немалых затрат..

## Озвучивание

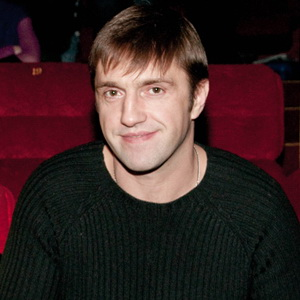
Владимир Вдовиченков

В английской версии фильма Вольта озвучивал Джон Траволта. По его словам, персонаж Вольт понравился ему ещё до начала основной работы над персонажем, после прочтения сценария. Для Траволты это был первый опыт озвучивания анимационного персонажа. Причиной, побудившей создателей фильма использовать именно голос Джона, послужили его ранние роли в фильмах «Сломанная стрела» и «Без лица». Голос Траволты удачно сочетал в себе и артистичность голливудского актёра, и боевой дух настоящего героя. По словам Джона Лассетера, голос Вольта также должен был интонационно отличаться от голосов Варежки и Рино, с чем Траволта отлично справился. Озвучивание происходило по схеме, когда актёр озвучивания произносил несколько вариантов текста, а в дальнейшем, аниматоры создавали эмоции персонажа, используя голос, мимику и интонацию актёра. Большинство эмоций на лице Вольта были созданы по образцу эмоций Джона Траволты.
В русской версии голос Вольта принадлежал российскому актёру театра и кино Владимиру Вдовиченкову. Когда ему предложили озвучивать персонажа по имени Вольт, он подумал, что это какой-то электрический супергерой. Известный своими ролями крутых парней в приключенческих фильмах, Вдовиченков был удивлён, что Вольт — это собака. Оказалось, что озвучивать собаку ему было гораздо интересней, там можно было поиграть с эмоциями, изобразить, как пёс бегает, как дышит. На премьерном показе Владимир Вдовиченков был со своей маленькой дочерью. Ему очень хотелось, чтобы дочка не отождествляла Вольта с папой — для Владимира это было особым показателем, что он справился со своей ролью.

## Отзывы
Подавляющее большинство критиков положительно охарактеризовало Вольта, как персонажа, а также и сам фильм, который получил 89 % на Rotten Tomatoes. Как правило, большинству зрителей и кинокритиков Вольт представлялся привлекательным, вдохновляющим на подвиг и, просто, милым анимационным персонажем. Ведущий кинокритик газеты The New York Times Энтони Скотт писал, что Вольт — довольно милый малыш, сильная и целеустремлённая личность с приятным голосом. Удивительно выразительные черты Вольта, превращают его в практически реального пса. Положительно было воспринято участие Джона Траволты в создании облика Вольта, вложившего в его голос артистичность и смелость. Была положительно охарактеризована высокая степень проработки элементов компьютерной модели Вольта, её динамические характеристики и схожесть повадок с настоящими собаками. Шон О’Коннелл с FilmCritic.com отметил изменения отношения Вольта к окружающей жизни, когда он был супергероем, потом попал в реальную жизнь, где попытки использовать сверхспособности вызывали смех у зрительской аудитории, и, наконец, процесс превращения его в настоящую собаку при помощи советов кошки Варежки. Однако, часть критиков отметила отсутствие оригинальности Вольта по сравнению с персонажами «ВАЛЛ-И» и «Истории игрушек». Некоторыми негативно было воспринято присутствие Варежки и Рино — второстепенных героев, подвинувших главного персонажа с переднего плана.
Отзывы о Вольте в России не особо отличались от мировых. Также были отмечены отличная проработка персонажа, преданность своей хозяйке и нежелание пасовать перед трудностями. Смешной в начале, мультфильм поражает добротой, трогательностью и, вместе с тем, учит быть смелым и преданным. Без сверхспособностей тоже можно быть настоящим героем. Однако, фильм всё-таки показался не самым идеальным.

## Влияние персонажа Вольта
Вскоре после выхода фильма «Вольт» в прокат, в Лондоне в парке Финсбери прошёл «Конкурс на самый громкий Супергавк» («Superbark Contest»). В конкурсе принимало участие более 50 собак различных пород, и беспородных в том числе. Любопытно, что громче всех гавкнула белая немецкая овчарка по кличке Даз (Daz) из Лондона, имеющая поразительное сходство с Вольтом.